# カーディフ

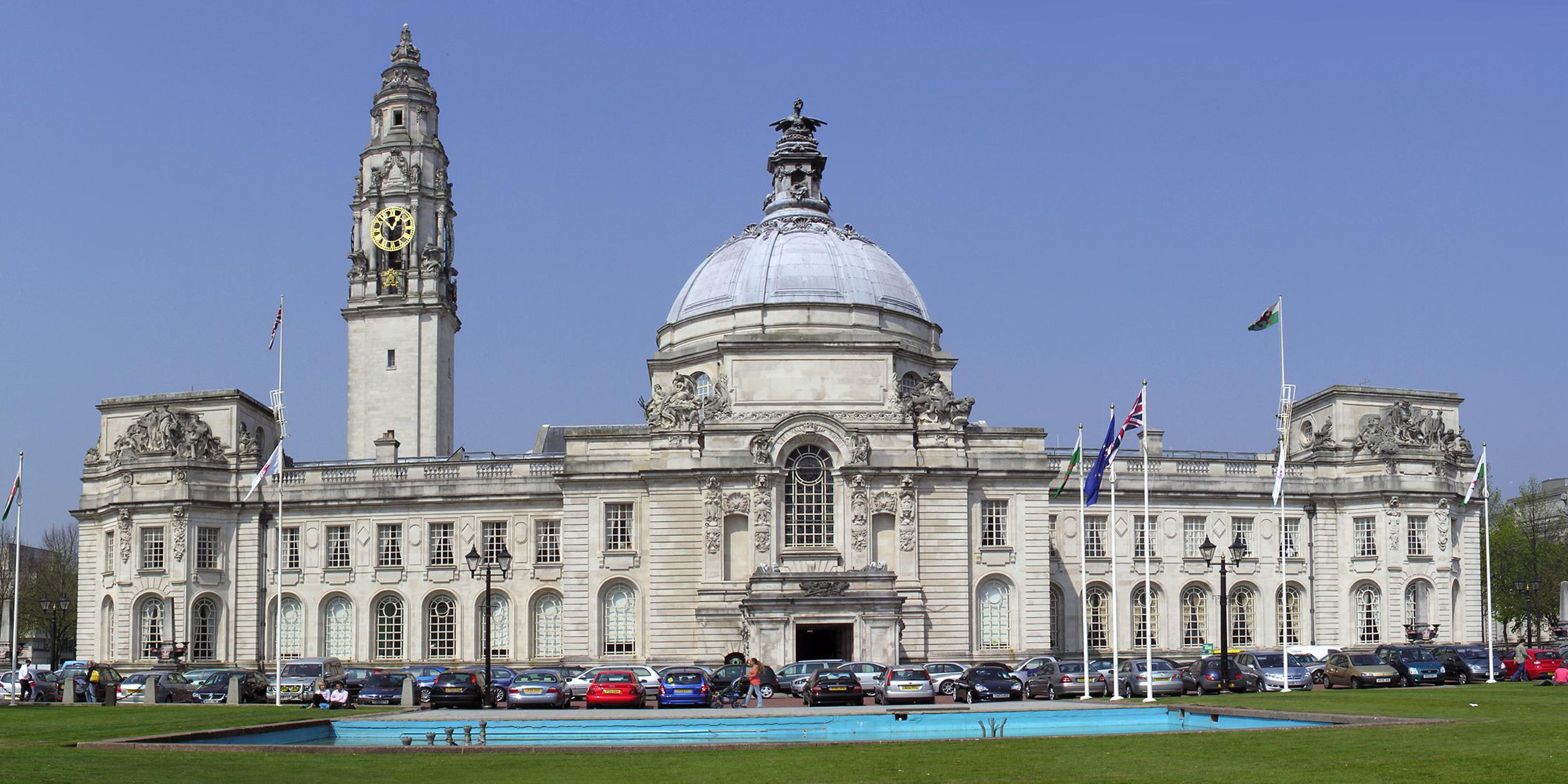
カーディフ市役所

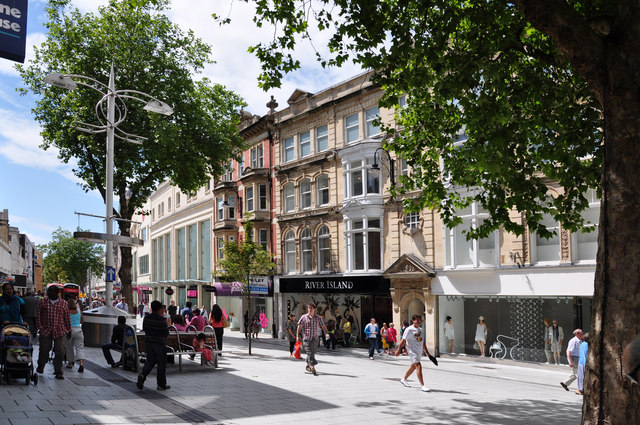
クイーンストリート

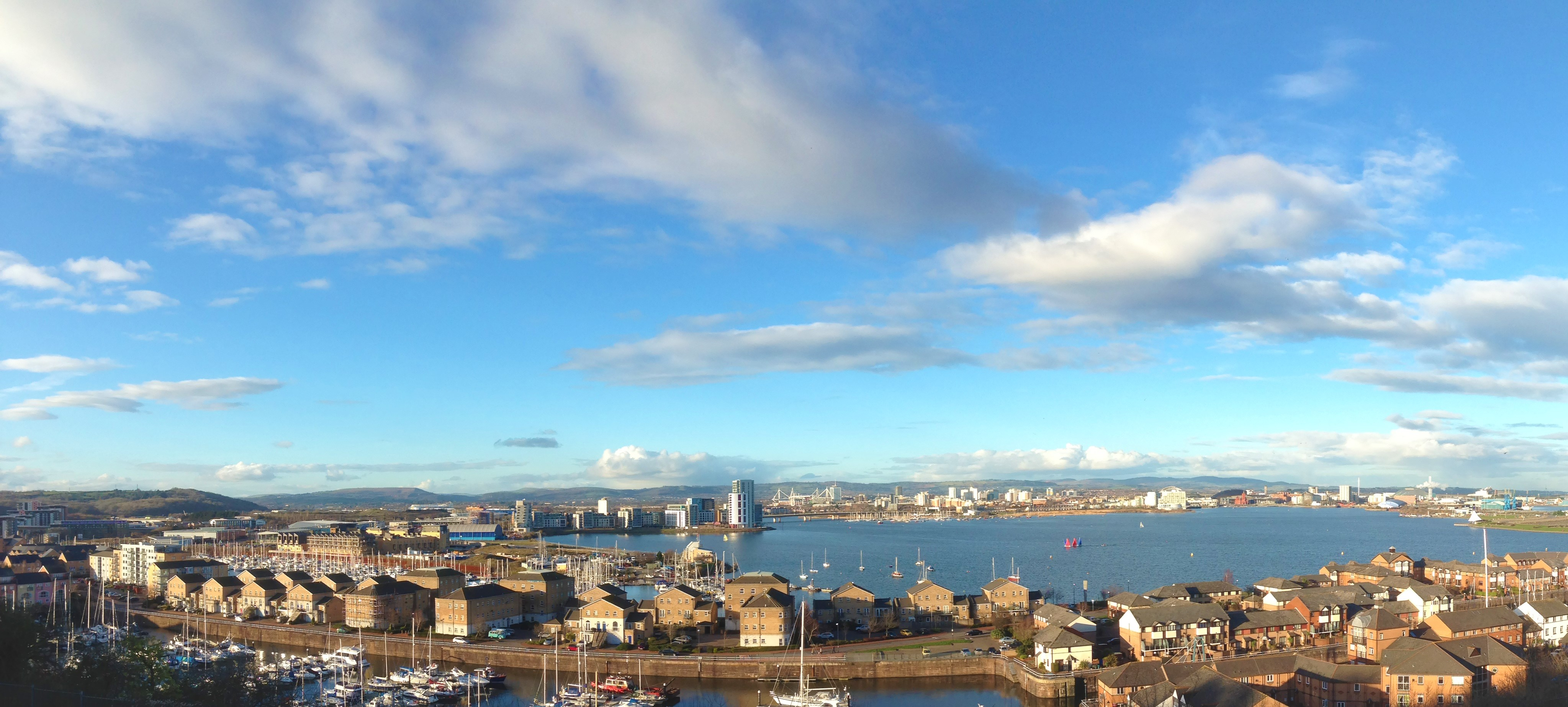
カーディフ湾

カーディフ（ウェールズ語: Caerdydd、英: Cardiff）は、ウェールズの首府。人口は36万人で、ウェールズで最大の都市である。ウェールズの南東部に位置し、ロンドンからは約250 kmの距離にある。ウェールズ議会が設置されている。

## 歴史
街の歴史は1世紀にローマ人がこの地に砦を築いたことに始まる。ローマ人と共にケルト人の商人も定住するようになり、小都市に発展したが、4世紀後半にローマ軍が撤収してしまったため、人口は著しく減少したと推定されている。11世紀になり、ウィリアム1世がカーディフ城を建設したことにより、街は再び発展するようになった。
カーディフ北西の丘陵には炭鉱があり、ウェールズ炭は質が高いことで知られていた。産業革命以降、カーディフ港からの石炭の積み出しで産業が飛躍的に発展した。カーディフには仕事を求めてイングランドやアイルランドからも移民が流入し、人口が急増した。
1955年、ウェールズの首府となったが、ウェールズ議会が設置されたのは1998年である。

## 交通

### 空港
- カーディフ空港

日本からはアムステルダム・スキポール空港接続のKLMの便とドーハ接続のカタール航空定期便が有る。
もしくは、ヒースロー空港からヒースロー・エクスプレスを使いパディントン駅でグレート・ウェスタン・レールウェイに乗り継ぐと、ヒースロー空港から概ね3時間で到着する。

### 鉄道
アリーヴァ・トレインズ・ウェールズ
カーディフ中央駅、クイーンストリート駅を中心にカーディフ市内と郊外への路線網の他、ウェールズ国内各地やイングランドのボーダーズ地方、マンチェスターなどとを結ぶ。
グレート・ウェスタン・レールウェイ
ロンドンのパディントン駅より、カーディフ中央駅までインターシティ（主にイギリス鉄道800形）で約2時間。
クロスカントリー・トレインズ
グロスター、バーミンガム・ニューストリート駅を経てノッティンガムへの列車を毎時1本運行している（旧セントラル・トレインズが運行していたもの）。

## 気候
夏はイギリスの中では温暖で日照に恵まれる一方、冬は雨が多く湿潤である。
夏の最高気温は大抵19℃から22℃で推移し、冬の最低気温は0℃以上であることが多い。また、年間を通じて予期せぬ雨が降ることが多い。
| カーディフ (1981–2010) 極値 (1960–)の気候 | カーディフ (1981–2010) 極値 (1960–)の気候 | カーディフ (1981–2010) 極値 (1960–)の気候 | カーディフ (1981–2010) 極値 (1960–)の気候 | カーディフ (1981–2010) 極値 (1960–)の気候 | カーディフ (1981–2010) 極値 (1960–)の気候 | カーディフ (1981–2010) 極値 (1960–)の気候 | カーディフ (1981–2010) 極値 (1960–)の気候 | カーディフ (1981–2010) 極値 (1960–)の気候 | カーディフ (1981–2010) 極値 (1960–)の気候 | カーディフ (1981–2010) 極値 (1960–)の気候 | カーディフ (1981–2010) 極値 (1960–)の気候 | カーディフ (1981–2010) 極値 (1960–)の気候 | カーディフ (1981–2010) 極値 (1960–)の気候 |
| 月                                        | 1月                                       | 2月                                       | 3月                                       | 4月                                       | 5月                                       | 6月                                       | 7月                                       | 8月                                       | 9月                                       | 10月                                      | 11月                                      | 12月                                      | 年                                        |
| ----------------------------------------- | ----------------------------------------- | ----------------------------------------- | ----------------------------------------- | ----------------------------------------- | ----------------------------------------- | ----------------------------------------- | ----------------------------------------- | ----------------------------------------- | ----------------------------------------- | ----------------------------------------- | ----------------------------------------- | ----------------------------------------- | ----------------------------------------- |
| 最高気温記録 °C （°F）                    | 13.8 (56.8)                               | 15.0 (59)                                 | 19.5 (67.1)                               | 24.0 (75.2)                               | 26.6 (79.9)                               | 32.1 (89.8)                               | 32.0 (89.6)                               | 33.5 (92.3)                               | 27.0 (80.6)                               | 24.6 (76.3)                               | 17.1 (62.8)                               | 16.7 (62.1)                               | 33.5 (92.3)                               |
| 平均最高気温 °C （°F）                    | 8.3 (46.9)                                | 8.6 (47.5)                                | 11.1 (52)                                 | 13.8 (56.8)                               | 17.1 (62.8)                               | 19.8 (67.6)                               | 21.7 (71.1)                               | 21.5 (70.7)                               | 18.8 (65.8)                               | 14.9 (58.8)                               | 11.3 (52.3)                               | 8.7 (47.7)                                | 14.7 (58.5)                               |
| 日平均気温 °C （°F）                      | 5.3 (41.5)                                | 5.4 (41.7)                                | 7.6 (45.7)                                | 9.5 (49.1)                                | 12.7 (54.9)                               | 15.4 (59.7)                               | 17.4 (63.3)                               | 17.2 (63)                                 | 14.7 (58.5)                               | 11.3 (52.3)                               | 8.0 (46.4)                                | 5.7 (42.3)                                | 10.9 (51.6)                               |
| 平均最低気温 °C （°F）                    | 2.3 (36.1)                                | 2.1 (35.8)                                | 4.0 (39.2)                                | 5.2 (41.4)                                | 8.3 (46.9)                                | 11.0 (51.8)                               | 13.1 (55.6)                               | 12.8 (55)                                 | 10.5 (50.9)                               | 7.7 (45.9)                                | 4.6 (40.3)                                | 2.6 (36.7)                                | 7.0 (44.6)                                |
| 最低気温記録 °C （°F）                    | −10.3 (13.5)                              | −8.8 (16.2)                               | −8.1 (17.4)                               | −4.8 (23.4)                               | −2.0 (28.4)                               | 1.0 (33.8)                                | 5.3 (41.5)                                | 3.6 (38.5)                                | 2.4 (36.3)                                | −2.7 (27.1)                               | −8.4 (16.9)                               | −8.8 (16.2)                               | −10.3 (13.5)                              |
| 降水量 mm （inch）                        | 121.6 (4.787)                             | 85.2 (3.354)                              | 89.8 (3.535)                              | 68.6 (2.701)                              | 72.3 (2.846)                              | 66.6 (2.622)                              | 78.4 (3.087)                              | 93.4 (3.677)                              | 94.0 (3.701)                              | 133.5 (5.256)                             | 123.4 (4.858)                             | 125.3 (4.933)                             | 1,151.9 (45.35)                           |
| 平均降水日数 （≥1.0 mm）                  | 15.7                                      | 11.1                                      | 13.0                                      | 11.1                                      | 11.2                                      | 10.1                                      | 10.7                                      | 11.0                                      | 11.0                                      | 15.5                                      | 14.5                                      | 13.9                                      | 148.6                                     |
| 平均月間日照時間                          | 54.4                                      | 75.9                                      | 111.9                                     | 169.6                                     | 190.6                                     | 190.0                                     | 199.0                                     | 190.7                                     | 149.6                                     | 103.0                                     | 65.8                                      | 48.9                                      | 1,549.4                                   |
| 出典1：Met Office                         |                                           |                                           |                                           |                                           |                                           |                                           |                                           |                                           |                                           |                                           |                                           |                                           |                                           |
| 出典2：KNMI                               |                                           |                                           |                                           |                                           |                                           |                                           |                                           |                                           |                                           |                                           |                                           |                                           |                                           |

## 教育
- カーディフ大学
- ウェールズ大学インスティテュート・カーディフ (UWIC; University of Wales, Institute Cardiff)
- カーディフ・メトロポリタン大学

## 観光・ホテル
- カーディフ城
- ウェールズ国立博物館
- ミレニアム・スタジアム
- その他：

カーディフはBBCのテレビ・ドラマ「秘密情報部トーチウッド」の舞台になっており、市内の各所がドラマの中に登場し、それぞれが観光名所となっている。訪れるファンが多い。
- ヴォコカーディフ
- ヒルトンカーディフ
- インディゴカーディフ

## スポーツ
カーディフに本拠地を置くサッカークラブチーム
- カーディフ・シティ
- カーディフ・シティ・レディース

カーディフに本拠地を置くラグビークラブチーム
- カーディフ・ブルース（ユニオン）
- カーディフ・デーモンズ（リーグ）

## カーディフ出身の人物
- マーティン・ロイドジョンズ - 牧師、福音派の指導者
- ロアルド・ダール - 小説家
- シャーリー・バッシー - ミュージカル歌手
- シャルロット・チャーチ - 歌手
- アンディ・ベル - ミュージシャン。オアシスの元ベーシスト。
- ライアン・ギグス - プロサッカー選手
- ヨアン・グリフィズ - 俳優
- C・W・ニコル - 作家（正確にはカーディフ西方のニース出身）
- ローナ・モーガン - 女優、モデル
- バッジー - ハードロックバンド。結成時のメンバー3人全員がカーディフのタイガー・ベイ出身。
- ガレス・ベイル－サッカー選手

## 姉妹都市
- ルハンシク ウクライナ
- ホルダラン県、ノルウェー
- スクレ、ボリビア
- ナント、フランス
- シュトゥットガルト、ドイツ
- アモイ、中華人民共和国